# Episodi di Death Valley Days (tredicesima stagione)
La tredicesima stagione della serie televisiva Death Valley Days è stata trasmessa in anteprima negli Stati Uniti d'America in syndication tra il 1º ottobre 1964 e il 6 maggio 1965.
| nº | Titolo originale                     | Titolo italiano | Prima TV USA     | Prima TV Italia |
| -- | ------------------------------------ | --------------- | ---------------- | --------------- |
| 1  | Honor the Name Dennis Driscoll       |                 | 1º ottobre 1964  |                 |
| 2  | The Lucky Cow                        |                 | 1º ottobre 1964  |                 |
| 3  | Big John and the Rainmaker           |                 | 1º ottobre 1964  |                 |
| 4  | From the Earth, a Heritage           |                 | 8 ottobre 1964   |                 |
| 5  | The Other White Man                  |                 | 8 ottobre 1964   |                 |
| 6  | The Hero of Fort Halleck             |                 | 9 ottobre 1964   |                 |
| 7  | The Left Hand Is Damned              |                 | 29 ottobre 1964  |                 |
| 8  | There Was Another Dalton Brother     |                 | 10 dicembre 1964 |                 |
| 9  | Tribute to the Dog                   |                 | 24 dicembre 1964 |                 |
| 10 | The $25,000 Wager                    |                 | 24 dicembre 1964 |                 |
| 11 | A Bargain Is for Keeping             |                 | 30 dicembre 1964 |                 |
| 12 | Peter the Hunter                     |                 | 31 dicembre 1964 |                 |
| 13 | Paid in Full                         |                 | 1º gennaio 1965  |                 |
| 14 | A Bell for Volcano                   |                 | 11 gennaio 1965  |                 |
| 15 | The Trouble with Taxes               |                 | 14 gennaio 1965  |                 |
| 16 | The Race at Cherry Creek             |                 | 20 gennaio 1965  |                 |
| 17 | Death in the Desert                  |                 | 10 marzo 1965    |                 |
| 18 | Raid on the San Francisco Mint       |                 | 10 marzo 1965    |                 |
| 19 | Magic Locket                         |                 | 17 marzo 1965    |                 |
| 20 | The Battle of San Francisco Bay      |                 | 18 marzo 1965    |                 |
| 21 | The Wild West's Biggest Train Holdup |                 | 18 marzo 1965    |                 |
| 22 | No Gun Behind His Badge              |                 | 25 marzo 1965    |                 |
| 23 | Fighting Sky Pilot                   |                 | 25 marzo 1965    |                 |
| 24 | The Journey                          |                 | 29 marzo 1965    |                 |
| 25 | Kate Melville and the Law            |                 | 4 maggio 1965    |                 |
| 26 | Birthright                           |                 | 6 maggio 1965    |                 |